# Cleo Demetriou
Cleopatra Demetriou, detta Cleo (Limisso, 23 aprile 2001), è un'attrice britannica.
È nota soprattutto come interprete di musical nel West End londinese, tra cui The Sound of Music (2008), ENRON (2009), Les Misérables (2011) e Matilda the Musical, per cui ha vinto il Laurence Olivier Award alla migliore attrice in un musical nel 2012.